# Jenkovce
Jenkovce es un municipio del distrito de Sobrance en la región de Košice, Eslovaquia, con una población estimada a final del año 2024 de 407 habitantes.
Se encuentra ubicado al noreste de la región, en la cuenca hidrográfica del río Bodrog (afluente derecho del Tisza) y cerca de la frontera con la región de Prešov y Ucrania.

## Demografía
| Año        | 1994 | 2004    | 2014    | 2024    |
| ---------- | ---- | ------- | ------- | ------- |
| Población  | 416  | 429     | 449     | 407     |
| Diferencia |      | +3,12 % | +4,66 % | −9,35 % |

| Año        | 2023 | 2024    |
| ---------- | ---- | ------- |
| Población  | 410  | 407     |
| Diferencia |      | −0,73 % |